# Dromineer
Dromineer es una localidad situada en el condado de Tipperary de la provincia de Munster (República de Irlanda), con una población en 2016 de 102 habitantes.
Se encuentra ubicada en la zona centro-sur del país, a la orilla del río Shannon, cerca de las montañas Galtee al norte de Cork y al sureste de Galway.

## Sitios de Interés
Es un destino turístico conocido por sus actividades acuáticas y su entorno pintoresco.
El lago Derg atrae a visitantes interesados en deportes como el piragüismo, el kayak, el stand-up paddle, la vela, los cruceros y los deportes motorizados. Dromineer es un punto de interés para los aficionados a la navegación, con un puerto deportivo público que permite el amarre de embarcaciones. Desde el puerto de Dromineer se ofrecen excursiones en barco, y el Lough Derg Yacht Club se encuentra a poca distancia del centro del pueblo.
La pesca es otra actividad común en la zona, al igual que el senderismo. Los caminantes pueden explorar rutas lineales como Lough Derg Way y East Clare Way, así como senderos circulares alrededor del lago.
Dromineer dispone de diversas infraestructuras turísticas, entre ellas un parque infantil, una cafetería, baños públicos, un pub con restaurante y opciones de alojamiento que incluyen bed and breakfast (B&B) y casas rurales con cocina.